# Кінотавр 2019
Кінотавр — російський кінофестиваль. 30-й, ювілейний Кінотавр проходив з 9 по 19 червня 2019 року.

## Журі

### Журі основного конкурсу[3]
- Костянтин Хабенський, актор — голова журі;
- Олексій Айгі, композитор;
- Анжеліка Артюх, кінознавець;
- Резо Гігінешвілі, режисер;
- Наталія Мещанінова, режисер;
- Алішер Хамідходжаєв, оператор;
- Анна Чіповська, актриса.

### Журі конкурсу «Короткий метр»[3]
- Анна Михалкова, актриса, продюсер — голова журі;
- Михайло Зигар, письменник;
- Наташа Меркулова, сценарист, режисер;
- Олександр Паль, актор;
- Олексій Чупов, сценарист, режисер.

## Офіційна програма

### Основний конкурс[4]
- «Sheena667», реж. Григорій Добригін;
- «Велика поезія», реж. Олександр Лунгін;
- «Бик», реж. Борис Акопов;
- «Вірність», реж. Нігина Сайфуллаєва;
- «Вище неба», реж. Оксана Карас;
- «Гроза», реж. Григорій Константинопольський;
- «Давай розлучимося», реж. Анна Пармас;
- «Гас», реж. Юсуп Разиков;
- «Куратор», реж. Петро Левченко;
- «Люби їх усіх», реж. Марія Агранович;
- «Уявний вовк», реж. Валерія Гай Германіка;
- «Хлопчик російський», реж. Олександр Золотухін;
- «Одного разу в Трубчевське», реж. Лариса Садилова;
- «Охоронець», реж. Юрій Биков;
- «Трійця», реж. Ян Ге.

### Короткий метр[5]
- «@Женіх», реж. Єлизавета Стішова;
- «Біг», реж. Єгор Ісаєв;
- «Болванка», реж. Микита Власов;
- «Будьте здорові», реж Іван Забажанов;
- «Ваня», режисери: Євгенія Яцкіна, Олена Рубінштейн;
- «Войд», реж. Дар'я Грацевіч;
- «Викупити за 60 секунд», реж. Вадим Валіуллін;
- «Думай позитивно», реж. Ірина Ходюш;
- «Є місто золоте», реж. Євген Сангаджи;
- «Інтерв'ю», реж. Іван Соснін «Кальмар», реж. Лідія Кондратюк;
- «Корова», реж. Тома Селіванова;
- «Красиво жити», реж. Ярослав Лебедєв;
- «Мирне життя» Режисер Іван І. Твєрдовський;
- «Невдаха», реж. Роман Трофимов;
- «Одна історична помилка», реж. Михайло Местецький;
- «Він везе свій грузовик», реж. Кирило Проскурін;
- «Він мій», реж. Владислав Ритков;
- «Плачу З Вами», реж. Пауліна Андрєєва;
- «Прощання», реж. Марія Фоміна;
- «Пологовий будинок», реж. Анна Дежурко;
- «Романс для Валторни», реж. Ірина Кірєєва;
- «СЛОЖНОПОДЧИНЕННОЕ», реж. Олеся Яковлєва;
- «Паливо», реж. Михайло Архипов;
- «Ти його любила?», реж. Олена Полякова;
- «Евтаназія», реж. Олена Бродач.

### Фільм відкриття
- «Одеса», реж. Валерій Тодоровський.[6]

### Фільм закриття
- «Француз», реж. Андрій Смирнов.[7]

## Призери

### Основний конкурс
- Головний приз: «Бик», реж. Борис Акопов;
- Приз за найкращу режисуру: «Велика поезія», реж. Олександр Лунгін;
- Приз за найкращу жіночу роль: Вікторія Толстоганова — «Вище неба»;
- Приз за найкращу чоловічу роль: Олександр Кузнєцов — «Велика поезія»;
- Приз за найкращу операторську роботу: Гліб Філатов — «Бик»;
- Приз конкурсу "Кінотавр. Дебют": «Давай розлучимося», реж. Анна Пармас;
- Приз ім. Г. Горіна «За найкращий сценарій»: Анна Пармас, Марія Шульгіна, Єлизавета Тихонова — «Давай розлучимося»;
- Приз ім. М. Тарівердієва «За найкращу музику до фільму»: Ігор Вдовін — «Уявний вовк»;
- Приз іи. Д. Дондурея гільдії знавцівкіно та кінокритиків росії: «Керосін», реж. Юсуп Разиков;
- Спеціальний диплом журі: «Вірність», реж. Нігіна Сайфуллаєва;
- Диплом гільдії знавцівкіно та кінокритиків росії: «Російський хлопчик» реж. Олександр Золотухін.

### Конкурс «Короткий метр»
- Головний приз: «Паливо», реж. Михайло Архіпов;
- Диплом журі конкурса: «@Женіх» реж. Єлазивета Стішова, «Плачу з Вами» реж. Пауліна Андрєєва;
- Диплом гільдії знавцівкіно та кінокритиків росії: «@Женіх» реж. Єлазивета Стішова, «Інтерв'ю» реж. Іван Соснін, «Одна історична помилка» реж. Михайло Местецький;
- Приз фонду Ruarts: «Мирне життя» реж. Іван І. Твєрдовський.

### Індивідуальний приз
- Приз за вклад в Російський кінематограф: Сергію Соловйову.

## Інші Кінотаври
- Попередній Кінотавр 2018;
- Наступний Кінотавр 2020.